# (33028) 1997 QN
(33028) 1997 QN est un astéroïde de la ceinture principale d'astéroïdes découvert en 1997.

## Description
(33028) 1997 QN a été découvert le 24 août 1997 à l'observatoire astronomique Dynic, basé à Kyoto, au Japon, par Atsushi Sugie.

### Caractéristiques orbitales
L'orbite de cet astéroïde est caractérisée par un demi-grand axe de 2,29 ua, un périhélie de 2,05 ua, une excentricité de 0,10 et une inclinaison de 5,03° par rapport à l'écliptique. Du fait de ces caractéristiques, à savoir un demi-grand axe compris entre 2 et 3,2 ua et un périhélie supérieur à 1,666 ua, il est classé, selon la JPL Small-Body Database, comme objet de la ceinture principale d'astéroïdes.

### Caractéristiques physiques
(33028) 1997 QN a une magnitude absolue (H) de 14,9 et un albédo estimé à 0,325.